# Burghard Rieger

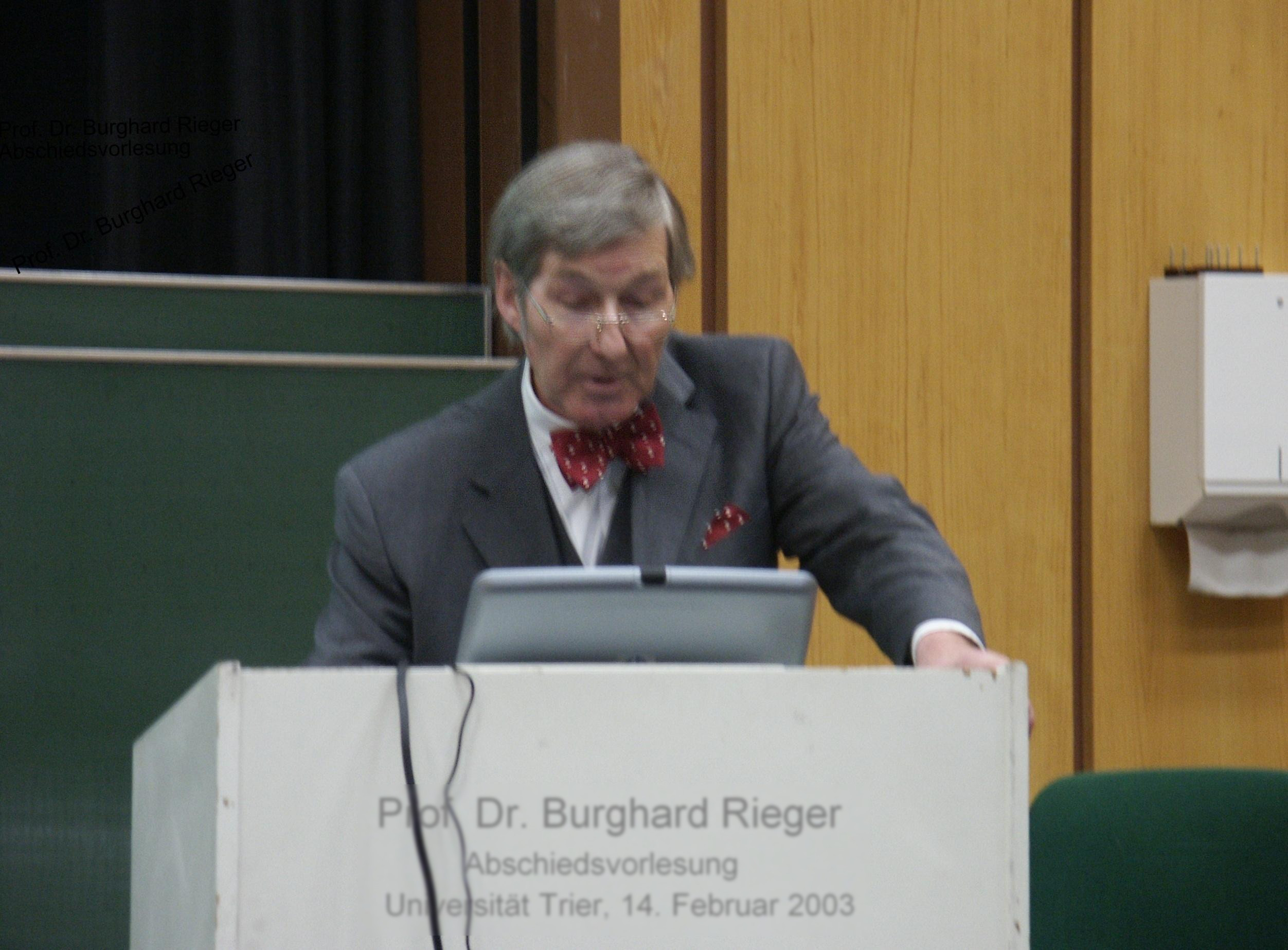

Burghard Rieger (* 22. November 1937 in Bremen; † 19. Juli 2021 in Trier) war ein deutscher Sprachwissenschaftler, Computerlinguist und Semiotiker.

## Leben
Rieger besuchte die Volksschule in Steinbergen (1946–1949) und das Gymnasium in Rinteln bis zu seinem Abitur (1958). Nach Studium an den Universitäten LMU in München, FAU in Erlangen und der RWTH in Aachen, das er dort mit Promotion (s.c.l.) zum Dr. phil. (1969) abschloss, war er langjähriger Mitarbeiter von Wilhelm Fucks. Nach wissenschaftlicher Forschungs- und Lehrtätigkeit an verschiedenen Universitäten im In- und Ausland folgte seine Habilitation (1986) an der Philosophischen Fakultät der RWTH mit Ernennung zum Privatdozenten für Germanistische Linguistik. 1987 wurde Burghard Rieger auf den neuen Lehrstuhl für Computerlinguistik der Universität in Trier berufen, den er als ordentlicher Professor bis zu seiner Emeritierung innehatte. 2003 hielt er auf Einladung des Dekans des Fachbereichs für Sprach- und Literaturwissenschaft der Universität Trier seine Abschiedsvorlesung zum Thema Semantik und Semiotik, oder: über Bedeutung überhaupt.

Die RWTH Aachen zeichnete Rieger 1970 mit der Verleihung der Borchers-Plakette aus. Er war Promotionsstipendiat der Fritz Thyssen Stiftung, Habilitationsstipendiat der Deutschen Forschungsgemeinschaft und Fellow des German Marshall Fund of the United States. Er arbeitete als Gastwissenschaftler am International Computer Science Institute (ICSI) der University of California, Berkeley und am Center for the Study of Language and Information (CSLI) der Stanford University in Kalifornien (USA). Er war Vorsitzender (1989–1993) der Gesellschaft für linguistische Datenverarbeitung (GLDV) und Vizepräsident (1990–1994) der Gesellschaft für Terminologie und Wissenstransfer (GTW). Er war Senator der Universität Trier, Prodekan und Dekan seines Fachbereichs und langjähriges Mitglied der Versammlung der Universität Trier. Rieger gehört oder gehörte dem redaktionellen Beirat zahlreicher Zeitschriften an, darunter International Journal of General Systems (IJGS), Journal of Quanititative Linguistics (JQL), New Mathematics and Natural Computing (NMNC), Review of Applied Linguistics (itl), Zeitschrift für Semiotik (ZfS). Er gab zahlreiche Sammelbände, Tagungsbände und Proceedings heraus und fungierte als Herausgeber der Zeitschrift LDV-Forum sowie der von Gabriel Altmann gegründeten Buchreihe Quantitative Linguistics. 2013 wurde Rieger zum Ehrenmitglied der Gesellschaft für Sprachtechnologie und Computerlinguistik (GSCL) ernannt.
Burghard Rieger starb im Alter von 83 Jahren, kurz nach dem Tod seiner Ehefrau, in Trier.

## Forschungsschwerpunkte
Riegers Analysen literarischer Trivialität entstanden im Rahmen der empirisch arbeitenden, quantitativen Literaturwissenschaft und Stilistik, den sie thematisch und methodisch erweiterten. Anhand von literarischen Massenphänomenen wie insbesondere dem deutschen Studentengedicht wurde dabei in quantitativen Analysen durch diachrone Vergleiche synchroner Erhebungen des in den entstehungszeitlich unterschiedenen Gedichten verwendeten Wortmaterials die Entwicklung von lyrischen Metaphern zu Klischees nachgezeichnet und numerisch belegt.
Den Rahmen der quantitativen Linguistik erweiterten Riegers Untersuchungen zur (computerlinguistischen) Semantik und Wissensrepräsentation mit Schwerpunkt Vagheit, Unschärfe und Unterdeterminiertheit von Bedeutungen durch die Übertragung und Anwendung der Zadeh'schen Theorie der unscharfen (fuzzy) Mengen auf die strukturale Semantik. Rieger führte Anfang der 1970er Jahre die zweistufige quantitative Analyse lexikalischer Einheiten (two-level lexical analysis) ein, welche die numerischen Werte zur vektoriellen Darstellung ihrer Bedeutungen als Strukturzusammenhang liefert. Dabei berechnet ein Algorithmus die Bedeutungen von Wörtern aus deren empirisch ermittelten Verwendungen in großen, pragmatisch homogenen Textmengen, misst die (paradigmatischen) Unterschiede der Kontexte, in denen diese Wörter vorkommen, anhand der (syntagmatischen) Kollokationen ihres tatsächlichen Gebrauchs in den Texten und bildet die Wortbedeutungen formal als unscharfe (fuzzy) Mengen des Vokabulars ab.
Riegers Arbeiten zu einer dynamischen, unscharfen (fuzzy) Semantik identifizieren die natürlichsprachlichen Bedeutungen mit den kognitiven Prozessen ihres Verstehens, wobei Prozesszustände der Simulationsmodelle Repräsentationen der Wortbedeutungen und Textinhalte liefern. Seine Computermodelle (re-)konstruieren Sprachverstehen als ein komplexes dynamisches System des Erwerbs und Lernens von Bedeutungen, dessen Resultate als Zustandsänderungen des Systems überprüft und beobachtet werden können (computational semiotics). Sie beruhen auf der Analyse und Verarbeitung sprachlicher Einheiten und Strukturen in großen Textcorpora mit Techniken der quantitativ linguistischen Datenanalyse und unscharfen (fuzzy) Modellierung zur vektoriellen Darstellung in hochdimensionalen semantischen Räumen.

## Mitgliedschaften
- Association for Computational Linguistics (ACL)
- Association for Linguistic and Literary Computing (ALLC)
- Behavioral and Brain Sciences (BBS)
- Berkeley Initiative in Soft Computing (BISC)
- Deutsche Gesellschaft für Sprachwissenschaft (DGfS)
- Deutsche Gesellschaft für Semiotik (DGS)
- Deutsche Gesellschaft für Systemforschung (DGSF)
- European Society for the Study of Cognitive Systems (ESSCS)
- European Society for Fuzzy Logic and Technology (EUSFLAT)
- Gesellschaft für Informatik (GI)
- Gesellschaft für Kognitionswissenschaft (GfKW)
- Gesellschaft für Linguistische Datenverarbeitung (GLDV)
- Gesellschaft für Terminologie und Wissenstransfer (GTW)
- International Fuzzy Systems Association (IFSA)
- New York Academy of Sciences (NYAS)
- Society for Conceptual and Content Analysis by Computer (SCCAC)

## Schriften (Auswahl)
- Poetae Studiosi. Analysen studentischer Lyrik des 19. und 20. Jahrhunderts. Ein Beitrag zur exaktwissenschaftlichen Erforschung literarischer Massenphänomene. Thesen Vowinckel, Frankfurt am Main 1970, ISBN 3-7677-0003-4. (Diss. Aachen 1969)
- Unscharfe Semantik natürlicher Sprache. Zum Problem der Repräsentation und Analyse vager Wortbedeutungen. In: J.-H. Scharff (Hrsg.): Naturwissenschaftliche Linguistik. Leopoldina Symposion 1976 (Nova Acta Leopoldina. Abhandlungen der Deutschen Akademie der Naturforscher Leopoldina, N.F. Band 54, Nr. 245), J. Ambrosius Barth, Halle/Saale 1981, S. 251–276.
- Unscharfe Semantik. Die empirische Analyse, quantitative Beschreibung, formale Repräsentation und prozedurale Modellierung vager Wortbedeutungen in Texten. Peter Lang Verlag, Bern / Frankfurt / New York / Paris 1989, ISBN 3-631-41704-7.(Habil. Aachen 1986)
- Situation Semantics and Computational Linguistics: towards Informational Ecology. A semiotic perspective for cognitive information processing systems. In: K. Kornwachs, K. Jacoby (Hrsg.): Information. New Questions to a Multidisciplinary Concept. (Proceedings of The 125th E.W.-Heraeus-Foundation-Seminar on Interdisciplinary Models of Information), [Systems Theory Series], Akademie Verlag, Berlin 1996, ISBN 3-05-501665-3, S. 285–315.
- Warum Fuzzy Linguistik? Überlegungen und Ansätze einer computerlinguistischen Neuorientierung. In: Dieter Krallmann, H. Walter Schmitz (Hrsg.): Perspektiven einer Kommunikationswissenschaft. Internationales Gerold-Ungeheuer-Symposium, Essen 1995. Bd. 1, Nodus Publikationen, Münster 1998, ISBN 3-89323-651-1, S. 153–183 (Online hier).
- Semiotics and Computational Linguistics. On Semiotic Cognitive Information Processing. In: Lotfi A. Zadeh, Janusz Kacprzyk (Hrsg.): Computing with Words in Information/Intelligent Systems I: Foundations (= Studies in Fuzziness and Soft Computing. 33). Physica Verlag, Heidelberg 1999, ISBN 3-7908-1217-X, S. 93–118.
- Computing Granular Word Meanings. A fuzzy linguistic approach to Computational Semiotics. In: Paul P. Wang (Hrsg.): Computing with Words (= Wiley Series on Intelligent Systems. 3). John Wiley & Sons, New York 2001, ISBN 0-471-35374-4, S. 147–208.
- Semiotic Cognitive Information Processing: Learning to Understand Discourse. A systemic model of meaning constitution. In: R. Kühn, R. Menzel, W. Menzel, U. Ratsch, M. M. Richter, I. O. Stamatescu (Hrsg.): Adaptivity and Learning. Springer Verlag, Heidelberg / Berlin / New York 2003, ISBN 3-540-00091-7, S. 347–403.
- On Understanding Understanding. Perception-Based Processing of NL Texts in SCIP Systems, or Meaning Constitution as Visualized Learning. In: A. Artás, J.-L. Fernández-Villacañas Martin (Hrsg.): Learning: Advances in Multimedia Communications, Information Processing, and Education. IEEE Transactions on System, Man, and Cybernetics [SMC-Special Issue], Part C: Vol. 34, No. 4, Piscataway, NJ (IEEE) 2004, ISSN 1094-6977, S. 425–438.